# Boa Vista (Porto Alegre)
Pour les articles homonymes, voir Boa Vista (homonymie).
Boa Vista est un quartier de la ville de Porto Alegre, capitale de l'État du Rio Grande do Sul.
Il a été créé par la Loi 2022 du 07/12/1959.

## Données générales
- Population (2000) : 8.691 habitants
  - Hommes : 3.946
  - Femmes : 4.745
- Superficie : 160 ha
- Densité : 54,32 hab/ha

## Limites actuelles
De l'avenue Carlos  Gomes, de l'angle de l'avenue Plínio Brasil Milano, jusqu'à l'avenue Dr. Nilo Peçanha, puis jusqu'aux sources du ruisseau ; de là, dans le sens Est/Ouest, jusqu'à la rencontre de la rue Anita Garibaldi avec la rue Libero Badaró ; dans le prolongement de cette dernière jusqu'à la  Travessa Pedreira et, dans le sens Est/Ouest, par l'avenue Plínio Brasil Milano jusqu'à retrouver l'avenue Carlos Gomes.

## Présentation
Boa Vista est coupé par la rue Anita Garibaldi, qui apparut sur les plans de la ville à partir de 1916 dans le quartier Mont’Serrat ; son prolongement jusqu'à l'avenue Carlos Gomes fut réalisé en 1928.

## Aujourd'hui
Le quartier possède une école d'enseignement privé traditionnelle, la Província de São Pedro, installée depuis le milieu des années 1970 dans la rue Marechal Andrea. Il s'y trouve aussi la Société Libanaise, rue Barão de Rio Grande, fondée le 1er septembre 1936, avant sise dans le quartier São João.
Le quartier est une zone résidentielle depuis les années 60. La surchauffe des prix de l'immoblier que provoqua le Plan directeur de Porto Alegre de 1999 amena la construction d'immeubles de rapport.
On y trouve aussi le Porto Alegre Country Club.